# 惠斯登電橋

電路圖

惠斯通電橋（英語：Wheatstone bridge，又稱惠斯登電橋、惠斯同電橋）是一種測量工具，于1833年由塞缪尔·亨特·克里斯蒂發明，1843年由查尔斯·惠斯通改進及推廣。它用來精确測量未知電阻器的電阻，原理與原始的電位差計相近。
待测電阻{\displaystyle R_{x}}，和已知電阻的可變電阻器{\displaystyle R_{2}}、電阻{\displaystyle R_{1}}和電阻{\displaystyle R_{3}}。在一個電路內，將{\displaystyle R_{1}}和{\displaystyle R_{2}}串聯，{\displaystyle R_{3}}和{\displaystyle R_{x}}串聯，再將這兩個串聯的電路並聯，在{\displaystyle R_{1}}和{\displaystyle R_{2}}之間的電線中點跟在{\displaystyle R_{3}}和{\displaystyle R_{x}}之間的電線中點接駁上一條電線，在這條電線上放置檢流計。當{\displaystyle R_{2}/R_{1}=R_{x}/R_{3}}時，电桥平衡，检流计无电流通过。由於是否有電流經過是十分敏感的，惠斯登橋可以獲取頗精確的測量。

## 推导
用基尔霍夫电路定律计算通过B和D的电流：
{\displaystyle I_{3}\ -I_{x}\ +I_{g}=0}
{\displaystyle I_{1}\ -I_{g}\ -I_{2}=0}
用基尔霍夫第二定律计算ABD和BCD的电压：
{\displaystyle -(I_{3}\cdot R_{3})+(I_{g}\cdot R_{g})+(I_{1}\cdot R_{1})=0}
{\displaystyle -(I_{x}\cdot R_{x})+(I_{2}\cdot R_{2})-(I_{g}\cdot R_{g})=0}
当电桥平衡时，{\displaystyle I_{g}=0}。因此，以上的方程可以写成：
{\displaystyle I_{3}\cdot R_{3}=I_{1}\cdot R_{1}}
{\displaystyle I_{x}\cdot R_{x}=I_{2}\cdot R_{2}}
两式相除，并整理，得：
{\displaystyle R_{x}={{R_{2}\cdot I_{2}\cdot I_{3}\cdot R_{3}} \over {R_{1}\cdot I_{1}\cdot I_{x}}}}
由于串联电路内各元件的电流相等 ，故{\displaystyle I_{3}=I_{x}}且{\displaystyle I_{1}=I_{2}}。因此，{\displaystyle R_{x}}的值为：
{\displaystyle R_{x}={{R_{3}\cdot R_{2}} \over {R_{1}}}}
如果知道了四个电阻的值和电源的电压（{\displaystyle V_{s}}），则可以算出每一个分压器的电压，并把它们相减，来得出电桥两端的电压（{\displaystyle Vg}）。方程为：
{\displaystyle Vg={{R_{x}} \over {R_{3}+R_{x}}}V_{s}-{{R_{2}} \over {R_{1}+R_{2}}}V_{s}}
可简化为：
{\displaystyle Vg=\left({{R_{x}} \over {R_{3}+R_{x}}}-{{R_{2}} \over {R_{1}+R_{2}}}\right)V_{s}}

## 推广到交流电的情况
如果电桥两端接入的是交流电，如果使用交流电的复数表示法，即四个元件的阻抗分别为{\displaystyle Z_{1}}，{\displaystyle Z_{2}}，{\displaystyle Z_{3}}，{\displaystyle Z_{4}}，相位分别为{\displaystyle \phi _{1}},{\displaystyle \phi _{2}},{\displaystyle \phi _{3}},{\displaystyle \phi _{4}}，则在平衡状态有以下两个方程：
{\displaystyle {\boldsymbol {Z_{1}Z_{4}=Z_{2}Z_{3}}}}
{\displaystyle {\boldsymbol {\phi _{1}+\phi _{4}=\phi _{2}+\phi _{3}}}}

## 變化
- 電感：馬克士威橋
- 低電阻：凱文橋

## 外部連結
- 第七章、高、低、精密阻抗量測（pdf）[]